# نادي كوندال
نادي ديبورتيفو كوندال (بالإسبانية: Club Deportivo Condal) كان نادي كرة قدم إسباني يقع مقره في مدينة برشلونة في إقليم كتالونيا المستقل. تأسس النادي في عام 1934 وتم حله في عام 1970، وكان يستضيف مبارياته على أرضه في ملعب كامب دي ليس كورتس، الذي يتسع لـ 25 ألف متف
تأسس نادي ديبورتيفو كوندال في حي هوستافرانكس تحت اسم قسم الرياضات الصناعية في إسبانيا (بالإسبانية: Sección Deportiva La España Industrial)، وفي عام 1956 غير اسمه ليلعب في دوري الدرجة الأولى الإسباني . في عام 1970، اندمج النادي مع نادي أتلتيكو كاتالونيا لتشكيل برشلونة ب.
يحمل حاليًا رقمين قياسيين مثيرين للاهتمام: إنه الفريق الذي خسر أقل عدد من المباريات (15 مباراة) والفريق الذي استقبل أقل عدد من الأهداف (57 هدف) في تاريخ دوري الدرجة الأولى الإسباني.

## تاريخ
تأسس نادي كوندال في 1 أغسطس 1934 كقسم رياضي في شركة La España Industrial وسمي النادي باسم Sección Deportiva La España Industrial، وغير اسمه إلى نادي ديبورتيفو كوندال بعد 22 عامًا.
كانت الفريق يرتدي ملابس عبارة عن خطوط عمودية زرقاء وبيضاء. كانت الشركة مملوكة لعائلة جوزيب أنتوني دي ألبرت، الذي كان لفترة وجيزة رئيسًا لنادي برشلونة في عام 1943. في عام 1951، خلال فترة رئاسته لشركة، أصبح النادي فريقًا فرعيًا لـنادي برشلونة وبدأ في استخدام ملعب كامب دي ليس كورتس.
في البداية لعب في الدوريات الإقليمية المحلية. وفي عام 1950 صعد إلى الدوري الإسباني الدرجة الثالثة، وفي عام 1952 صعد إلى الدوري الإسباني الدرجة الثانية. وفي عام 1953، احتلوا المركز الثاني في المجموعة الأولى، واحتلوا مركز يضمن لهم الصعود، ولكن لم يكن لديهم خيار لصعود، ببسب كونهم شركة تابعة لـنادي برشلونة .
بين عامي 1956 و1961، لعب النادي في الدوري الإسباني وفي الدرجة الثانية، وكانت تجربته الوحيدة في دوري الدرجة الأولى في موسم 1956-57، حيث احتل فيها المركز السادس عشر والأخير.
أمضى نادي كوندال السنوات التسع الأخيرة من عمر النادي في الدرجة الثالثة ، باستثناء مومين في الدرجة الثانةي. اندمج مع نادي أتلتيك كتالونيا لتشكيل نادي برشلونة ب في عام 1970، الذي كان بمثابة احتياطي لنادي برشلونة.

## المواسم
- نادي Sección Deportiva La España Industrial

| الموسم  | الدرجة                         | الترتيب | كأس ملك إسبانيا |
| ------- | ------------------------------ | ------- | --------------- |
| 1941–42 | الدوري الإسباني الدرجة الرابعة | الوصيف  |                 |
| 1942–43 | الدوري الإسباني الدرجة الرابعة | البطل   |                 |
| 1943–44 | الدوري الإسباني الدرجة الرابعة | السابع  |                 |
| 1944–45 | الدوري الإسباني الدرجة الرابعة | الثامن  |                 |
| 1945–46 | الدوري الإسباني الدرجة الرابعة | الخامس  |                 |
| 1946–47 | الدوري الإسباني الدرجة الرابعة | الوصيف  |                 |
| 1947–48 | الدوري الإسباني الدرجة الثالثة | العاشر  |                 |
| 1948–49 | الدوري الإسباني الدرجة الرابعة | التاسع  |                 |

| الموسم   | الدرجة                         | الترتيب    | كأس ملك إسبانيا |
| -------- | ------------------------------ | ---------- | --------------- |
| 1949–50  | الدوري الإسباني الدرجة الرابعة | البطل      |                 |
| 1950–51 ‏ | الدوري الإسباني الدرجة الثالثة | الرابع     |                 |
| 1951–52 ‏ | الدوري الإسباني الدرجة الثالثة | البطل      |                 |
| 1952–53  | الدوري الإسباني الدرجة الثانية | الوصيف     | الدور الثالث    |
| 1953–54  | الدوري الإسباني الدرجة الثانية | الخامس     |                 |
| 1954–55  | الدوري الإسباني الدرجة الثانية | الحادي عشر |                 |
| 1955–56  | الدوري الإسباني الدرجة الثانية | الثالث     |                 |

- نادي ديبورتيفو كوندال

| الموسم   | الدرجة                         | الترتيب    | كأس ملك إسبانيا |
| -------- | ------------------------------ | ---------- | --------------- |
| 1956–57  | الدوري الإسباني                | السادس عشر | الدور الأول     |
| 1957–58  | الدوري الإسباني الدرجة الثانية | الخامس     |                 |
| 1958–59  | الدوري الإسباني الدرجة الثانية | الرابع     | دور 32          |
| 1959–60  | الدوري الإسباني الدرجة الثانية | العاشر     | الدور الأول     |
| 1960–61  | الدوري الإسباني الدرجة الثانية | الثاني عشر | دور 32          |
| 1961–62 ‏ | الدوري الإسباني الدرجة الثالثة | الوصيف     |                 |
| 1962–63 ‏ | الدوري الإسباني الدرجة الثالثة | الثالث     |                 |

| الموسم   | الدرجة                         | الترتيب    | كأس ملك إسبانيا |
| -------- | ------------------------------ | ---------- | --------------- |
| 1963–64 ‏ | الدوري الإسباني الدرجة الثالثة | الثامن     |                 |
| 1964–65 ‏ | الدوري الإسباني الدرجة الثالثة | البطل      |                 |
| 1965–66  | الدوري الإسباني الدرجة الثانية | السابع     | دور 32          |
| 1966–67  | الدوري الإسباني الدرجة الثانية | السادس عشر | الدور الأول     |
| 1967–68 ‏ | الدوري الإسباني الدرجة الثالثة | البطل      |                 |
| 1968–69 ‏ | الدوري الإسباني الدرجة الثالثة | السابع     |                 |
| 1969–70 ‏ | الدوري الإسباني الدرجة الثالثة | الخامس     | الدور الثاني    |

- موسم واحد في الدوري الإسباني
- 10 مواسم في الدوري الإسباني الدرجة الثانية
- 9 مواسم في الدوري الإسباني الدرجة الثالثة

## الزي
|  | España Industrial | كوندال (1956) | كوندال (1968) |

## لاعبين مشهورين
- لويس سواريز ميرامونتيس
- إنريك جينسانا
- ماريانو غونزالفو
- كارلوس ريكساش
- مانويل سانشيز مارتينيز
- جوستو تيخادا
- جيري هانكي
- داجوبيرتو مول

## روابط خارجية
- الملف الشخصي في BDFutbol